# كفير الزيت
كفير الزيت بلدة سورية تابعة لقضاء الزبداني بمحافظة ريف دمشق حيث تبعد عن العاصمة السورية 18 كم وترتفع حوالي 1200 م عن سطح البحر. تتوضع القرية على ضفة بردى على يمين الطريق القديم الواصل بين دمشق والزبداني. وحدودها الإدارية القرى والبلدات التالية: دير مقرن - دير قانون - كفر العواميد - الحسينية.